# Saison 2018-2019 des Knicks de New York
La saison 2018-2019 des Knicks de New York est la 73e saison de la franchise en NBA.

## Draft
| Tour | Choix | Joueur            | Poste | Nationalité | Provenance            |
| ---- | ----- | ----------------- | ----- | ----------- | --------------------- |
| 1    | 9     | Kevin Knox        | G     | États-Unis  | Wildcats du Kentucky  |
| 2    | 26    | Mitchell Robinson | C     | États-Unis  | Chalmette High School |

## Matchs

### Summer League
| Summer League Total: 2-3 |

| Match | Date match | Équipe              | Score    | Meilleur marqueur    | Meilleur rebondeur     | Meilleur passeur    | Lieux Spectateurs    | Série |
| ----- | ---------- | ------------------- | -------- | -------------------- | ---------------------- | ------------------- | -------------------- | ----- |
| 1     | 7 juillet  | Atlanta             | V 91-89  | Kevin Knox (22)      | Dotson, Knox (8)       | Frank Ntilikina (5) | Thomas & Mack Center | 1 - 0 |
| 2     | 8 juillet  | Utah                | D 85-90  | Kevin Knox (19)      | Mitchell Robinson (11) | Frank Ntilikina (6) | Cox Pavilion         | 1 - 1 |
| 3     | 10 juillet | L.A. Lakers         | D 92-109 | Kevin Knox (29)      | Allonzo Trier (10)     | Allonzo Trier (5)   | Thomas & Mack Center | 1 - 2 |
| 4     | 12 juillet | Boston              | D 75-82  | Robinson, Trier (17) | Mitchell Robinson (12) | Allonzo Trier (4)   | Thomas & Mack Center | 1 - 3 |
| 5     | 13 juillet | La Nouvelle-Orléans | V 102-83 | Daniel Ochefu (22)   | Mitchell Robinson (12) | Tyrius Walker (6)   | Thomas & Mack Center | 2 - 3 |

### Pré-saison
| Pré-saison Total: 3-2 (Domicile : 1-2 ; Extérieur : 2-0) |

| Match | Date match  | Équipe              | Score          | Meilleur marqueur         | Meilleur rebondeur | Meilleur passeur    | Lieux                 | Série |
| ----- | ----------- | ------------------- | -------------- | ------------------------- | ------------------ | ------------------- | --------------------- | ----- |
| 1     | 1er octobre | @ Washington        | V 124-121 (OT) | Damyean Dotson (14)       | Kevin Knox (10)    | Emmanuel Mudiay (5) | Capital One Arena     | 1 - 0 |
| 2     | 3 octobre   | @ Brooklyn          | V 107-102      | Enes Kanter (22)          | Enes Kanter (20)   | Trey Burke (3)      | Barclays Center       | 2 - 0 |
| 3     | 5 octobre   | La Nouvelle-Orléans | V 106-100      | Tim Hardaway Jr. (21)     | Enes Kanter (15)   | Emmanuel Mudiay (6) | Madison Square Garden | 3 - 0 |
| 4     | 8 octobre   | Washington          | D 98-110       | Hardaway Jr. & Trier (18) | Noah Vonleh (7)    | Mudiay & Trier (4)  | Madison Square Garden | 3 - 1 |
| 5     | 12 octobre  | Brooklyn            | D 107-113      | Tim Hardaway Jr. (18)     | Noah Vonleh (5)    | Frank Ntilikina (5) | Madison Square Garden | 3 - 2 |

### Saison régulière
| Saison régulière Total: 17-65 (Domicile : 9-32 ; Extérieur : 8-33) |

| Match | Date match | Équipe       | Score     | Meilleur marqueur     | Meilleur rebondeur  | Meilleur passeur     | Lieux                   | Série |
| ----- | ---------- | ------------ | --------- | --------------------- | ------------------- | -------------------- | ----------------------- | ----- |
| 1     | 17 octobre | Atlana       | V 126-107 | Tim Hardaway Jr. (31) | Enes Kanter (11)    | Tim Hardaway Jr. (5) | Madison Square Garden   | 1 - 0 |
| 2     | 19 octobre | @ Brooklyn   | D 105-107 | Hardaway, Kanter (29) | Enes Kanter (10)    | Burke, Ntilikina (4) | Barclays Center         | 1 - 1 |
| 3     | 20 octobre | Boston       | D 101-103 | Tim Hardaway Jr. (24) | Enes Kanter (15)    | Trey Burke (9)       | Madison Square Garden   | 1 - 2 |
| 4     | 22 octobre | @ Milwaukee  | D 113-124 | Tim Hardaway Jr. (24) | Enes Kanter (13)    | Frank Ntilikina (5)  | Fiserv Forum            | 1 - 3 |
| 5     | 24 octobre | @ Miami      | D 87-110  | Damyean Dotson (20)   | Damyean Dotson (10) | Frank Ntilikina (5)  | American Airlines Arena | 1 - 4 |
| 6     | 26 octobre | Golden State | D 100-128 | Tim Hardaway Jr. (24) | Enes Kanter (13)    | Hardaway, Vonleh (4) | Madison Square Garden   | 1 - 5 |
| 7     | 29 octobre | Brooklyn     | V 115-96  | Tim Hardaway Jr. (25) | Enes Kanter (15)    | Tim Hardaway Jr. (8) | Madison Square Garden   | 2 - 5 |
| 8     | 31 octobre | Indiana      | D 101-107 | Tim Hardaway Jr. (37) | Noah Vonleh (10)    | Frank Ntilikina (7)  | Madison Square Garden   | 2 - 6 |

| Match | Date match  | Équipe                | Score           | Meilleur marqueur     | Meilleur rebondeur     | Meilleur passeur        | Lieux                    | Série  |
| ----- | ----------- | --------------------- | --------------- | --------------------- | ---------------------- | ----------------------- | ------------------------ | ------ |
| 9     | 2 novembre  | @ Dallas              | V 118-106       | Allonzo Trier (23)    | Mitchell Robinson (10) | Frank Ntilikina (7)     | American Airlines Center | 3 - 6  |
| 10    | 4 novembre  | @ Washington          | D 95-108        | Enes Kanter (18)      | Enes Kanter (12)       | Hardaway, Ntilikina (4) | Capital One Arena        | 3 - 7  |
| 11    | 5 novembre  | Chicago               | D 115-116 (2OT) | Enes Kanter (23)      | Enes Kanter (24)       | Enes Kanter (7)         | Madison Square Garden    | 3 - 8  |
| 12    | 7 novembre  | @ Atlanta             | V 112-107       | Tim Hardaway Jr. (34) | Noah Vonleh (13)       | Trois joueurs (3)       | State Farm Arena         | 4 - 8  |
| 13    | 9 novembre  | @ Toronto             | D 112-128       | Tim Hardaway Jr. (27) | Enes Kanter (15)       | Frank Ntilikina (4)     | Scotiabank Arena         | 4 - 9  |
| 14    | 11 novembre | Orlando               | D 89-115        | Kevin Knox (17)       | Enes Kanter (15)       | Trey Burke (5)          | Madison Square Garden    | 4 - 10 |
| 15    | 14 novembre | @ Oklahoma City       | D 103-128       | Tim Hardaway Jr. (20) | Mario Hezonja (6)      | Emmanuel Mudiay (5)     | Chesapeake Energy Arena  | 4 - 11 |
| 16    | 16 novembre | @ La Nouvelle-Orléans | D 124-129       | Tim Hardaway Jr. (30) | Tim Hardaway Jr. (8)   | Allonzo Trier (5)       | Smoothie King Center     | 4 - 12 |
| 17    | 18 novembre | @ Orlando             | D 117-131       | Tim Hardaway Jr. (32) | Enes Kanter (19)       | Enes Kanter (3)         | Amway Center             | 4 - 13 |
| 18    | 20 novembre | Portland              | D 114-118       | Tim Hardaway Jr. (32) | Noah Vonleh (14)       | Enes Kanter (6)         | Madison Square Garden    | 4 - 14 |
| 19    | 21 novembre | @ Boston              | V 117-109       | Trey Burke (29)       | Kanter, Vonleh (10)    | Trey Burke (11)         | TD Garden                | 5 - 14 |
| 20    | 23 novembre | La Nouvelle-Orléans   | V 114-109       | Emmanuel Mudiay (27)  | Enes Kanter (12)       | Noah Vonleh (5)         | Madison Square Garden    | 6 - 14 |
| 21    | 25 novembre | @ Memphis             | V 103-98        | Tim Hardaway Jr. (22) | Enes Kanter (26)       | Emmanuel Mudiay (4)     | FedExForum               | 7 - 14 |
| 22    | 27 novembre | @ Détroit             | D 108-115       | Allonzo Trier (24)    | Enes Kanter (14)       | Allonzo Trier (7)       | Little Caesars Arena     | 7 - 15 |
| 23    | 28 novembre | @ Philadelphie        | D 91-117        | Hezonja, Kanter (17)  | Knox, Vonleh (7)       | Tim Hardaway Jr. (3)    | Wells Fargo Center       | 7 - 16 |

| Match | Date match   | Équipe         | Score          | Meilleur marqueur     | Meilleur rebondeur | Meilleur passeur     | Lieux                   | Série  |
| ----- | ------------ | -------------- | -------------- | --------------------- | ------------------ | -------------------- | ----------------------- | ------ |
| 24    | 1er décembre | Milwaukee      | V 136-134 (OT) | Emmanuel Mudiay (28)  | Enes Kanter (7)    | Tim Hardaway Jr. (8) | Madison Square Garden   | 8 - 16 |
| 25    | 3 décembre   | Washington     | D 107-110      | Tim Hardaway Jr. (20) | Enes Kanter (16)   | Knox, Mudiay (4)     | Madison Square Garden   | 8 - 17 |
| 26    | 6 décembre   | @ Boston       | D 100-128      | Tim Hardaway Jr. (22) | Enes Kanter (11)   | Emmanuel Mudiay (6)  | TD Garden               | 8 - 18 |
| 27    | 8 décembre   | Brooklyn       | D 104-112      | Enes Kanter (23)      | Enes Kanter (14)   | Mudiay, Vonleh (4)   | Madison Square Garden   | 8 - 19 |
| 28    | 9 décembre   | Charlotte      | D 107-119      | Kevin Knox (26)       | Kevin Knox (15)    | Noah Vonleh (9)      | Madison Square Garden   | 8 - 20 |
| 29    | 12 décembre  | @ Cleveland    | D 106-113      | Hardaway, Kanter (20) | Enes Kanter (10)   | Emmanuel Mudiay (7)  | Quicken Loans Arena     | 8 - 21 |
| 30    | 14 décembre  | @ Charlotte    | V 126-124 (OT) | Emmanuel Mudiay (34)  | Noah Vonleh (11)   | Emmanuel Mudiay (8)  | Spectrum Center         | 9 - 21 |
| 31    | 16 décembre  | @ Indiana      | D 99-110       | Enes Kanter (20)      | Enes Kanter (15)   | Emmanuel Mudiay (6)  | Bankers Life Fieldhouse | 9 - 22 |
| 32    | 17 décembre  | Phoenix        | D 110-128      | Emmanuel Mudiay (32)  | Enes Kanter (10)   | Emmanuel Mudiay (6)  | Madison Square Garden   | 9 - 23 |
| 33    | 19 décembre  | @ Philadelphie | D 109-131      | Tim Hardaway Jr. (27) | Noah Vonleh (10)   | Trois joueurs (5)    | Wells Fargo Center      | 9 - 24 |
| 34    | 21 décembre  | Atlanta        | D 107-114      | Emmanuel Mudiay (32)  | Noah Vonleh (10)   | Tim Hardaway Jr. (5) | Madison Square Garden   | 9 - 25 |
| 35    | 25 décembre  | Milwaukee      | D 95-109       | Kevin Knox (21)       | Noah Vonleh (15)   | Emmanuel Mudiay (5)  | Madison Square Garden   | 9 - 26 |
| 36    | 27 décembre  | @ Milwaukee    | D 96-112       | Luke Kornet (23)      | Noah Vonleh (13)   | Emmanuel Mudiay (6)  | Fiserv Forum            | 9 - 27 |
| 37    | 29 décembre  | @ Utah         | D 97-129       | Tim Hardaway Jr. (18) | Noah Vonleh (9)    | Kornet, Mudiay (5)   | Vivint Smart Home Arena | 9 - 28 |

| Match | Date match  | Équipe         | Score     | Meilleur marqueur     | Meilleur rebondeur    | Meilleur passeur     | Lieux                 | Série   |
| ----- | ----------- | -------------- | --------- | --------------------- | --------------------- | -------------------- | --------------------- | ------- |
| 38    | 1er janvier | @ Denver       | D 108-115 | Luke Kornet (19)      | Noah Vonleh (14)      | Emmanuel Mudiay (9)  | Pepsi Center          | 9 - 29  |
| 39    | 4 janvier   | @ L.A. Lakers  | V 119-112 | Tim Hardaway Jr. (22) | Enes Kanter (15)      | Emmanuel Mudiay (6)  | Staples Center        | 10 - 29 |
| 40    | 7 janvier   | @ Portland     | D 101-111 | Enes Kanter (18)      | Kanter, Vonleh (14)   | Emmanuel Mudiay (7)  | Moda Center           | 10 - 30 |
| 41    | 8 janvier   | @ Golden State | D 95-122  | Mario Hezonja (19)    | Enes Kanter (16)      | Emmanuel Mudiay (4)  | Oracle Arena          | 10 - 31 |
| 42    | 11 janvier  | Indiana        | D 106-121 | Emmanuel Mudiay (21)  | Lance Thomas (7)      | Damyean Dotson (4)   | Madison Square Garden | 10 - 32 |
| 43    | 12 janvier  | Philadelphie   | D 105-108 | Kevin Knox (31)       | Kevin Knox (7)        | Frank Ntilikina (6)  | Madison Square Garden | 10 - 33 |
| 44    | 16 janvier  | @ Washington   | D 100-101 | Emmanuel Mudiay (25)  | Noah Vonleh (10)      | Allonzo Trier (3)    | The O2 Arena, Londres | 10 - 34 |
| 45    | 20 janvier  | Oklahoma City  | D 109-127 | Tim Hardaway Jr. (23) | Robinson, Trier (6)   | Allonzo Trier (8)    | Madison Square Garden | 10 - 35 |
| 46    | 23 janvier  | Houston        | D 110-114 | Allonzo Trier (31)    | Trier, Vonleh (10)    | Frank Ntilikina (6)  | Madison Square Garden | 10 - 36 |
| 47    | 25 janvier  | @ Brooklyn     | D 99-109  | Trey Burke (25)       | Noah Vonleh (13)      | Burke, Ntilikina (5) | Barclays Center       | 10 - 37 |
| 48    | 27 janvier  | Miami          | D 97-106  | Tim Hardaway Jr. (22) | Noah Vonleh (9)       | Tim Hardaway Jr. (5) | Madison Square Garden | 10 - 38 |
| 49    | 28 janvier  | @ Charlotte    | D 92-101  | Kevin Knox (19)       | Noah Vonleh (12)      | Tim Hardaway Jr. (4) | Spectrum Center       | 10 - 39 |
| 50    | 30 janvier  | Dallas         | D 90-114  | Kevin Knox (17)       | Mitchell Robinson (7) | Trois joueurs (3)    | Madison Square Garden | 10 - 40 |

| Match                  | Date match  | Équipe       | Score     | Meilleur marqueur     | Meilleur rebondeur     | Meilleur passeur      | Lieux                 | Série   |
| ---------------------- | ----------- | ------------ | --------- | --------------------- | ---------------------- | --------------------- | --------------------- | ------- |
| 51                     | 1er février | Boston       | D 99-113  | Damyean Dotson (22)   | Noah Vonleh (11)       | Noah Vonleh (7)       | Madison Square Garden | 10 - 41 |
| 52                     | 3 février   | Memphis      | D 84-96   | Kevin Knox (17)       | DeAndre Jordan (12)    | Dennis Smith Jr. (6)  | Madison Square Garden | 10 - 42 |
| 53                     | 5 février   | Détroit      | D 92-105  | Dennis Smith Jr. (25) | Mitchell Robinson (10) | Dennis Smith Jr. (6)  | Madison Square Garden | 10 - 43 |
| 54                     | 8 février   | @ Détroit    | D 103-120 | Dennis Smith Jr. (31) | DeAndre Jordan (11)    | Dennis Smith Jr. (8)  | Little Caesars Arena  | 10 - 44 |
| 55                     | 9 février   | Toronto      | D 99-104  | Kevin Knox (20)       | DeAndre Jordan (18)    | Allen, Smith (6)      | Madison Square Garden | 10 - 45 |
| 56                     | 11 février  | @ Cleveland  | D 104-107 | Kadeem Allen (25)     | DeAndre Jordan (10)    | Kadeem Allen (6)      | Quicken Loans Arena   | 10 - 46 |
| 57                     | 13 février  | Philadelphie | D 111-126 | Allonzo Trier (19)    | Mitchell Robinson (13) | DeAndre Jordan (7)    | Madison Square Garden | 10 - 47 |
| 58                     | 14 février  | @ Atlanta    | V 106-91  | Dennis Smith Jr. (19) | DeAndre Jordan (13)    | Kadeem Allen (9)      | State Farm Arena      | 11 - 47 |
| NBA All-Star Game 2019 |             |              |           |                       |                        |                       |                       |         |
| 59                     | 22 février  | Minnesota    | D 104-115 | Dotson, Trier (20)    | DeAndre Jordan (19)    | Dennis Smith Jr. (7)  | Madison Square Garden | 11 - 48 |
| 60                     | 24 février  | San Antonio  | V 130-118 | Damyean Dotson (27)   | Mitchell Robinson (14) | Dennis Smith Jr. (13) | Madison Square Garden | 12 - 48 |
| 61                     | 26 février  | Orlando      | V 108-103 | Emmanuel Mudiay (19)  | Mitchell Robinson (14) | Henry Ellenson (5)    | Madison Square Garden | 13 - 48 |
| 62                     | 28 février  | Cleveland    | D 118-125 | Allonzo Trier (22)    | Noah Vonleh (10)       | Dennis Smith Jr. (8)  | Madison Square Garden | 13 - 49 |

| Match | Date match | Équipe          | Score     | Meilleur marqueur      | Meilleur rebondeur     | Meilleur passeur     | Lieux                      | Série   |
| ----- | ---------- | --------------- | --------- | ---------------------- | ---------------------- | -------------------- | -------------------------- | ------- |
| 63    | 3 mars     | @ L.A. Clippers | D 107-128 | Dotson, Vonleh (17)    | Mitchell Robinson (13) | Dennis Smith Jr. (6) | Staples Center             | 13 - 50 |
| 64    | 4 mars     | @ Sacramento    | D 108-115 | Allonzo Trier (29)     | Noah Vonleh (13)       | Mudiay, Smith (5)    | Golden 1 Center            | 13 - 51 |
| 65    | 6 mars     | @ Phoenix       | D 96-107  | DeAndre Jordan (17)    | DeAndre Jordan (14)    | Dennis Smith Jr. (6) | Talking Stick Resort Arena | 13 - 52 |
| 66    | 9 mars     | Sacramento      | D 94-102  | Dennis Smith Jr. (18)  | DeAndre Jordan (15)    | Dennis Smith Jr. (5) | Madison Square Garden      | 13 - 53 |
| 67    | 10 mars    | @ Minnesota     | D 92-103  | Damyean Dotson (26)    | Mitchell Robinson (10) | Damyean Dotson (6)   | Target Center              | 13 - 54 |
| 68    | 12 mars    | @ Indiana       | D 98-103  | Emmanuel Mudiay (21)   | DeAndre Jordan (16)    | DeAndre Jordan (5)   | Bankers Life Fieldhouse    | 13 - 55 |
| 69    | 15 mars    | @ San Antonio   | D 83-109  | Damyean Dotson (21)    | DeAndre Jordan (13)    | DeAndre Jordan (9)   | AT&T Center                | 13 - 56 |
| 70    | 17 mars    | L.A. Lakers     | V 124-123 | Emmanuel Mudiay (28)   | DeAndre Jordan (18)    | Emmanuel Mudiay (8)  | Madison Square Garden      | 14 - 56 |
| 71    | 18 mars    | @ Toronto       | D 92-128  | Allonzo Trier (22)     | Knox, Jordan (6)       | Quatre joueurs (3)   | Scotiabank Arena           | 14 - 57 |
| 72    | 20 mars    | Utah            | D 116-137 | Kevin Knox (27)        | Mitchell Robinson (12) | Trois joueurs (5)    | Madison Square Garden      | 14 - 58 |
| 73    | 22 mars    | Denver          | D 93-111  | Emmanuel Mudiay (21)   | DeAndre Jordan (11)    | Frank Ntilikina (5)  | Madison Square Garden      | 14 - 59 |
| 74    | 24 mars    | L.A. Clippers   | D 113-124 | Emmanuel Mudiay (26)   | DeAndre Jordan (13)    | Emmanuel Mudiay (7)  | Madison Square Garden      | 14 - 60 |
| 75    | 28 mars    | Toronto         | D 92-117  | Mitchell Robinson (19) | Mitchell Robinson (21) | DeAndre Jordan (4)   | Madison Square Garden      | 14 - 61 |
| 76    | 30 mars    | Miami           | D 92-100  | Emmanuel Mudiay (24)   | Mitchell Robinson (14) | Kadeem Allen (6)     | Madison Square Garden      | 14 - 62 |

| Match | Date match | Équipe     | Score     | Meilleur marqueur      | Meilleur rebondeur     | Meilleur passeur     | Lieux                 | Série   |
| ----- | ---------- | ---------- | --------- | ---------------------- | ---------------------- | -------------------- | --------------------- | ------- |
| 77    | 1er avril  | Chicago    | V 113-105 | Luke Kornet (24)       | Mitchell Robinson (10) | Damyean Dotson (6)   | Madison Square Garden | 15 - 62 |
| 78    | 3 avril    | @ Orlando  | D 100-114 | Mario Hezonja (29)     | Hezonja, Robinson (9)  | Emmanuel Mudiay (10) | Amway Center          | 15 - 63 |
| 79    | 5 avril    | @ Houston  | D 96-120  | Ellenson, Hezonja (16) | Mario Hezonja (16)     | Mario Hezonja (11)   | Toyota Center         | 15 - 64 |
| 80    | 7 avril    | Washington | V 113-110 | Mario Hezonja (30)     | Mitchell Robinson (11) | Quatre joueurs (5)   | Madison Square Garden | 16 - 64 |
| 81    | 9 avril    | @ Chicago  | V 96-86   | Dennis Smith Jr. (25)  | Mitchell Robinson (17) | Dennis Smith Jr. (5) | United Center         | 17 - 64 |
| 82    | 10 avril   | Détroit    | D 89-115  | John Jenkins (16)      | Kevin Knox (7)         | Kadeem Allen (8)     | Madison Square Garden | 17 - 65 |

### Confrontations en saison régulière
| Conférence Est      | Conférence Est                             | Conférence Est                             | Conférence Est                             | Conférence Est                             | Conférence Ouest                           | Conférence Ouest                           | Conférence Ouest                           |
| Division Atlantique | Division Atlantique                        | Division Atlantique                        | Division Atlantique                        | Division Atlantique                        | Division Nord-Ouest                        | Division Nord-Ouest                        | Division Nord-Ouest                        |
| Équipe              | Domicile                                   | Domicile                                   | Extérieur                                  | Extérieur                                  | Équipe                                     | Domicile                                   | Extérieur                                  |
| ------------------- | ------------------------------------------ | ------------------------------------------ | ------------------------------------------ | ------------------------------------------ | ------------------------------------------ | ------------------------------------------ | ------------------------------------------ |
| Boston              | 101-103                                    | 99-113                                     | 117-109                                    | 100-128                                    | Denver                                     | 93-111                                     | 108-115                                    |
| Brooklyn            | 115-96                                     | 104-112                                    | 105-107                                    | 99-109                                     | Minnesota                                  | 104-115                                    | 92-103                                     |
|                     |                                            |                                            |                                            |                                            | Oklahoma City                              | 109-127                                    | 103-128                                    |
| Philadelphie        | 105-108                                    | 111-126                                    | 91-117                                     | 109-131                                    | Portland                                   | 114-118                                    | 101-111                                    |
| Toronto             | 99-104                                     | 92-117                                     | 112-128                                    | 92-128                                     | Utah                                       | 116-137                                    | 97-129                                     |
|                     | 1–7                                        | 1–7                                        | 1–7                                        | 1–7                                        |                                            | 0–5                                        | 0–5                                        |
| Division            | 2–14                                       | 2–14                                       | 2–14                                       | 2–14                                       | Division                                   | 0–10                                       | 0–10                                       |
| Division Centrale   | Division Centrale                          | Division Centrale                          | Division Centrale                          | Division Centrale                          | Division Pacifique                         | Division Pacifique                         | Division Pacifique                         |
| Équipe              | Domicile                                   | Domicile                                   | Extérieur                                  | Extérieur                                  | Équipe                                     | Domicile                                   | Extérieur                                  |
| Chicago             | 115-116 (2OT)                              | 113-105                                    | 96-86                                      |                                            | Golden State                               | 100-128                                    | 95-122                                     |
| Cleveland           | 118-125                                    |                                            | 106-113                                    | 104-107                                    | L.A. Clippers                              | 113-124                                    | 107-128                                    |
| Detroit             | 92-105                                     | 89-115                                     | 108-115                                    | 103-120                                    | L.A. Lakers                                | 124-123                                    | 119-112                                    |
| Indiana             | 101-107                                    | 106-121                                    | 99-110                                     | 98-103                                     | Phoenix                                    | 110-128                                    | 96-107                                     |
| Milwaukee           | 136-134 (OT)                               | 95-109                                     | 113-124                                    | 96-112                                     | Sacramento                                 | 94-102                                     | 108-115                                    |
|                     | 2–7                                        | 2–7                                        | 1–8                                        | 1–8                                        |                                            | 1–4                                        | 1–4                                        |
| Division            | 3–15                                       | 3–15                                       | 3–15                                       | 3–15                                       | Division                                   | 2–8                                        | 2–8                                        |
| Division Sud-Est    | Division Sud-Est                           | Division Sud-Est                           | Division Sud-Est                           | Division Sud-Est                           | Division Sud-Ouest                         | Division Sud-Ouest                         | Division Sud-Ouest                         |
| Équipe              | Domicile                                   | Domicile                                   | Extérieur                                  | Extérieur                                  | Équipe                                     | Domicile                                   | Extérieur                                  |
| Atlanta             | 126-107                                    | 107-114                                    | 112-107                                    | 106-91                                     | Dallas                                     | 90-114                                     | 118-106                                    |
| Charlotte           | 107-119                                    |                                            | 126-124 (OT)                               | 92-101                                     | Houston                                    | 110-114                                    | 96-120                                     |
| Miami               | 97-106                                     | 92-100                                     | 87-110                                     |                                            | Memphis                                    | 84-96                                      | 103-98                                     |
| Orlando             | 89-115                                     | 108-103                                    | 117-131                                    | 100-114                                    | La Nouvelle-Orléans                        | 114-109                                    | 124-129                                    |
| Washington          | 107-110                                    | 113-110                                    | 95-108                                     | 100-101                                    | San Antonio                                | 130-118                                    | 83-109                                     |
|                     | 3–6                                        | 3–6                                        | 3–6                                        | 3–6                                        |                                            | 2–3                                        | 2–3                                        |
| Division            | 6–12                                       | 6–12                                       | 6–12                                       | 6–12                                       | Division                                   | 4–6                                        | 4–6                                        |
| Conférence          | 11–41 (Domicile : 6–20 ; Extérieur : 5–21) | 11–41 (Domicile : 6–20 ; Extérieur : 5–21) | 11–41 (Domicile : 6–20 ; Extérieur : 5–21) | 11–41 (Domicile : 6–20 ; Extérieur : 5–21) | Conférence                                 | 6–24 (Domicile : 3–12 ; Extérieur : 3–12)  | 6–24 (Domicile : 3–12 ; Extérieur : 3–12)  |
| Total               | 17–65 (Domicile : 9–32 ; Extérieur : 8–33) | 17–65 (Domicile : 9–32 ; Extérieur : 8–33) | 17–65 (Domicile : 9–32 ; Extérieur : 8–33) | 17–65 (Domicile : 9–32 ; Extérieur : 8–33) | 17–65 (Domicile : 9–32 ; Extérieur : 8–33) | 17–65 (Domicile : 9–32 ; Extérieur : 8–33) | 17–65 (Domicile : 9–32 ; Extérieur : 8–33) |

## Classements de la saison régulière
| Conférence Est | Conférence Est         | Conférence Est | Conférence Est | Conférence Est | Conférence Est | Conférence Est | Conférence Est |
| No             | Franchise              | Vic.           | Déf.           | MJ             | V/D            | GB             |                |
| -------------- | ---------------------- | -------------- | -------------- | -------------- | -------------- | -------------- | -------------- |
| 1              | Bucks de Milwaukee     | 60             | 22             | 82             | .732           | –              |                |
| 2              | Raptors de Toronto     | 58             | 24             | 82             | .707           | 2              |                |
| 3              | 76ers de Philadelphie  | 51             | 31             | 82             | .622           | 9              |                |
| 4              | Celtics de Boston      | 49             | 33             | 82             | .598           | 11             |                |
| 5              | Pacers de l'Indiana    | 48             | 34             | 82             | .585           | 12             |                |
| 6              | Nets de Brooklyn       | 42             | 40             | 82             | .512           | 18             |                |
| 7              | Magic d'Orlando        | 42             | 40             | 82             | .512           | 18             |                |
| 8              | Pistons de Détroit     | 41             | 41             | 82             | .500           | 19             |                |
|                |                        |                |                |                |                |                |                |
| 9              | Hornets de Charlotte   | 39             | 43             | 82             | .476           | 21             |                |
| 10             | Heat de Miami          | 39             | 43             | 82             | .476           | 21             |                |
| 11             | Wizards de Washington  | 32             | 50             | 82             | .390           | 28             |                |
| 12             | Hawks d'Atlanta        | 29             | 53             | 82             | .354           | 31             |                |
| 13             | Bulls de Chicago       | 22             | 60             | 82             | .268           | 38             |                |
| 14             | Cavaliers de Cleveland | 19             | 63             | 82             | .232           | 41             |                |
| 15             | Knicks de New York     | 17             | 65             | 82             | .207           | 43             |                |

| Division Atlantique       | V  | D  | MJ | V/D  | GB | Dom   | Ext   | Div  |
| ------------------------- | -- | -- | -- | ---- | -- | ----- | ----- | ---- |
| Raptors de Toronto (2)    | 58 | 24 | 82 | .707 | –  | 32–9  | 26–15 | 12–4 |
| 76ers de Philadelphie (3) | 51 | 31 | 82 | .622 | 7  | 31–10 | 20–21 | 8–8  |
| Celtics de Boston (4)     | 49 | 33 | 82 | .598 | 9  | 28–13 | 21–20 | 10–6 |
| Nets de Brooklyn (6)      | 42 | 40 | 82 | .512 | 16 | 23–18 | 19–22 | 8–8  |
| Knicks de New York (15)   | 17 | 65 | 82 | .207 | 41 | 9–32  | 8–33  | 2–14 |

## Effectif

### Effectif actuel
| Knicks de New York Effectif en fin de saison régulière         |    |                        |                       |                       |
| Entraîneur : David Fizdale                                     |    |                        |                       |                       |
| Meneur                                                         | 0  | Drapeau des États-Unis | Kadeem Allen (TW)     | Arizona               |
| Arrière / Ailier                                               | 21 | Drapeau des États-Unis | Damyean Dotson        | Houston               |
| Ailier fort                                                    | 13 | Drapeau des États-Unis | Henry Ellenson        | Marquette             |
| Arrière                                                        | 3  | Drapeau des États-Unis | Billy Garrett Jr. (R) | DePaul                |
| Ailier                                                         | 8  | Drapeau de la Croatie  | Mario Hezonja         | FC Barcelone          |
| Ailier fort                                                    | 4  | Drapeau des États-Unis | Isaiah Hicks (TW)     | North Carolina        |
| Arrière                                                        | 30 | Drapeau des États-Unis | John Jenkins          | Vanderbilt            |
| Pivot                                                          | 6  | Drapeau des États-Unis | DeAndre Jordan        | Texas                 |
| Ailier                                                         | 20 | Drapeau des États-Unis | Kevin Knox (R)        | Kentucky              |
| Ailier fort / Pivot                                            | 2  | Drapeau des États-Unis | Luke Kornet           | Vanderbilt            |
| Meneur                                                         | 1  | /                      | Emmanuel Mudiay       | Prime Academy         |
| Meneur / Arrière                                               | 11 | Drapeau de la France   | Frank Ntilikina       | SIG Strasbourg        |
| Pivot                                                          | 26 | Drapeau des États-Unis | Mitchell Robinson (R) | Chalmette High School |
| Meneur                                                         | 5  | Drapeau des États-Unis | Dennis Smith Jr.      | North Carolina State  |
| Ailier / Ailier fort                                           | 42 | Drapeau des États-Unis | Lance Thomas (C)      | Duke                  |
| Arrière                                                        | 14 | Drapeau des États-Unis | Allonzo Trier (R)     | Arizona               |
| Ailier fort                                                    | 32 | Drapeau des États-Unis | Noah Vonleh           | Indiana               |
| (C) - Capitaine, (R) - Rookie, (TW) - Two-way contract, Blessé |    |                        |                       |                       |

## Transactions

### Échanges
| 31 janvier 2019 | A Knicks de New YorkDeAndre Jordan Wesley Matthews Dennis Smith Jr. Premier tour de draft 2021 Premier tour de draft 2023 (protégé) | A Mavericks de DallasTrey Burke Tim Hardaway, Jr. Courtney Lee Kristaps Porziņģis |

### Joueurs qui re-signent
| Date       | Joueur         | Contrat                                                 |
| ---------- | -------------- | ------------------------------------------------------- |
| 07/07/2018 | Luke Kornet    | Contrat de 1 600 000 $ sur 1 an.                        |
| 13/12/2018 | Allonzo Trier  | Contrat partiellement garanti de 6 933 100 $ sur 2 ans. |
| 21/02/2019 | John Jenkins   | Contrat de 2 474 639 $ sur 2 ans.                       |
| 02/03/2019 | Henry Ellenson | Contrat de 1 987 188 $ sur 2 ans.                       |

### Options dans les contrats
| Date       | Joueur          | Option                                                                          |
| ---------- | --------------- | ------------------------------------------------------------------------------- |
| 31/05/2018 | Ron Baker       | Ron Baker active son option joueur de 4 544 400 $ pour la saison 2018-2019.     |
| 21/06/2018 | Kyle O'Quinn    | Kyle O'Quinn décline son option joueur de 4 256 250 $ pour la saison 2018-2019. |
| 29/06/2018 | Enes Kanter     | Enes Kanter exerce son option joueur de 18 622 514 $ pour la saison 2018-2019.  |
| 15/10/2018 | Frank Ntilikina | New York active son option d'équipe de 4 855 800 $ pour la saison 2019-2020.    |

### Changement d’entraîneur
| Date       | Ancien entraîneur | Raison départ | Date de signature | Nouvel entraîneur | Provenance           |
| ---------- | ----------------- | ------------- | ----------------- | ----------------- | -------------------- |
| 12/04/2018 | Jeff Hornacek     | Licencié      | 07/05/2018        | David Fizdale     | Grizzlies de Memphis |

### Arrivés

#### Draft
| Date       | Joueur            | Contrat                                                 | Provenance                   |
| ---------- | ----------------- | ------------------------------------------------------- | ---------------------------- |
| 04/07/2018 | Kevin Knox        | Contrat rookie de 18 554 698 $ sur 4 ans.               | Wildcats du Kentucky (NCAA)  |
| 08/07/2018 | Mitchell Robinson | Contrat partiellement garanti de 6 511 070 $ sur 4 ans. | Chalmette High School (NCAA) |

#### Agent libre
| Date       | Joueur            | Contrat                                      | Provenance                           |
| ---------- | ----------------- | -------------------------------------------- | ------------------------------------ |
| 06/07/2018 | Mario Hezonja     | Contrat de 6 500 000 $ sur 1 an.             | Magic d'Orlando                      |
| 24/07/2018 | Noah Vonleh       | Contrat non garanti de 1 621 415 $ sur 1 an. | Bulls de Chicago                     |
| 02/04/2019 | Billy Garrett Jr. | Contrat de 1 459 486 $ sur 2 ans.            | Knicks de Westchester (NBA G-League) |

#### Two-way contract
| Date       | Joueur        | Provenance                   |
| ---------- | ------------- | ---------------------------- |
| 03/07/2018 | Isaiah Hicks  | Knicks de New York           |
| 03/07/2018 | Allonzo Trier | Wildcats de l'Arizona (NCAA) |
| 14/01/2019 | Kadeem Allen  | Knicks de Westchester (NCAA) |

#### Contrats de 10 jours
| Date       | Joueur         | Contrat                                  | Provenance            |
| ---------- | -------------- | ---------------------------------------- | --------------------- |
| 11/02/2019 | John Jenkins   | Contrat de 99 290 $ sur 10 jours.        | Wizards de Washington |
| 20/02/2019 | Henry Ellenson | Second contrat de 85 458 $ sur 10 jours. | Pistons de Détroit    |

#### Camps d'entraînement
| Date       | Joueur            | Contrat                                      | Provenance                           |
| ---------- | ----------------- | -------------------------------------------- | ------------------------------------ |
| 28/09/2018 | Tyrius Walker     | Contrat non garanti de 838 464 $ sur 1 an.   | Morehouse College (NCAA)             |
| 02/10/2018 | Phil Carr         | Contrat non garanti de 838 464 $ sur 1 an.   | Morgan State Bears (NCAA)            |
| 03/10/2018 | John Jenkins      | Contrat non garanti de 1 757 429 $ sur 1 an. | CB Miraflores                        |
| 04/10/2018 | Billy Garrett Jr. | Contrat non garanti de 838 464 $ sur 1 an.   | Knicks de Westchester (NBA G-League) |
| 05/10/2018 | Paul Watson       | Contrat non garanti de 838 464 $ sur 1 an.   | Knicks de Westchester (NBA G-League) |
| 06/10/2018 | Jeff Coby         | Contrat non garanti de 838 464 $ sur 1 an.   | Xuventude Baloncesto                 |

### Départs

#### Agents libres
| Date       | Joueur              | Nouvelle équipe ¹               |
| ---------- | ------------------- | ------------------------------- |
| 09/07/2018 | Kyle O'Quinn        | Pacers de l'Indiana             |
| 23/07/2018 | Michael Beasley     | Lakers de Los Angeles           |
| 31/07/2018 | Johnny O'Bryant III | Maccabi Tel-Aviv                |
| 19/09/2018 | Jarrett Jack        | Pelicans de La Nouvelle-Orléans |

¹ Il s'agit de l’équipe pour laquelle le joueur a signé après son départ, il a pu entre-temps changer d'équipe ou encore de pays.

#### Joueurs coupés
| Date       | Joueur          | Nouvelle équipe ¹               |
| ---------- | --------------- | ------------------------------- |
| 16/07/2018 | Troy Williams   | Pelicans de La Nouvelle-Orléans |
| 13/12/2018 | Ron Baker       | Wizards de Washington           |
| 07/02/2019 | Wesley Matthews | Pacers de l'Indiana             |
| 08/02/2019 | Enes Kanter     | Trail Blazers de Portland       |

¹ Il s'agit de l’équipe pour laquelle le joueur a signé après son départ, il a pu entre-temps changer d'équipe ou encore de pays.

#### Non retenu après les camps d’entraînements
| Joueur            |
| ----------------- |
| Tyrius Walker     |
| Phil Carr         |
| John Jenkins      |
| Billy Garrett Jr. |
| Paul Watson       |
| Kadeem Allen      |
| Jeff Coby         |
| Joakim Noah       |

## Joueurs "agents libres" à la fin de la saison
| Joueur          | Fin de saison         |
| --------------- | --------------------- |
| Kadeem Allen    | Agent libre restreint |
| Mario Hezonja   | Agent libre           |
| Isaiah Hicks    | Agent libre restreint |
| DeAndre Jordan  | Agent libre           |
| Luke Kornet     | Agent libre restreint |
| Emmanuel Mudiay | Agent libre restreint |
| Noah Vonleh     | Agent libre           |

### Options en fin de saison
| Joueur            | Fin de saison    |
| ----------------- | ---------------- |
| Henry Ellenson    | Option d'équipe. |
| Billy Garrett Jr. | Option d'équipe. |
| John Jenkins      | Option d'équipe. |
| Allonzo Trier     | Option d'équipe. |

## Récompenses
| Date     | Joueur            | Récompense                             |
| -------- | ----------------- | -------------------------------------- |
| Décembre | Kevin Knox        | Rookie du mois dans la conférence Est. |
| Mai      | Mitchell Robinson | NBA All-Rookie Second Team.            |